# IC 1973
IC 1973 је спирална галаксија у сазвјежђу Часовник која се налази на листи објеката дубоког неба у Индекс каталогу.
Деклинација објекта је - 51° 59' 38" а ректасцензија 3h 36m 20,9s. Привидна величина (магнитуда) објекта IC 1973 износи 15,9 а фотографска магнитуда 16,7. IC 1973 је још познат и под ознакама ESO 200-49, PGC 13309.